# Der Große Krieg. Die Welt 1914 bis 1918

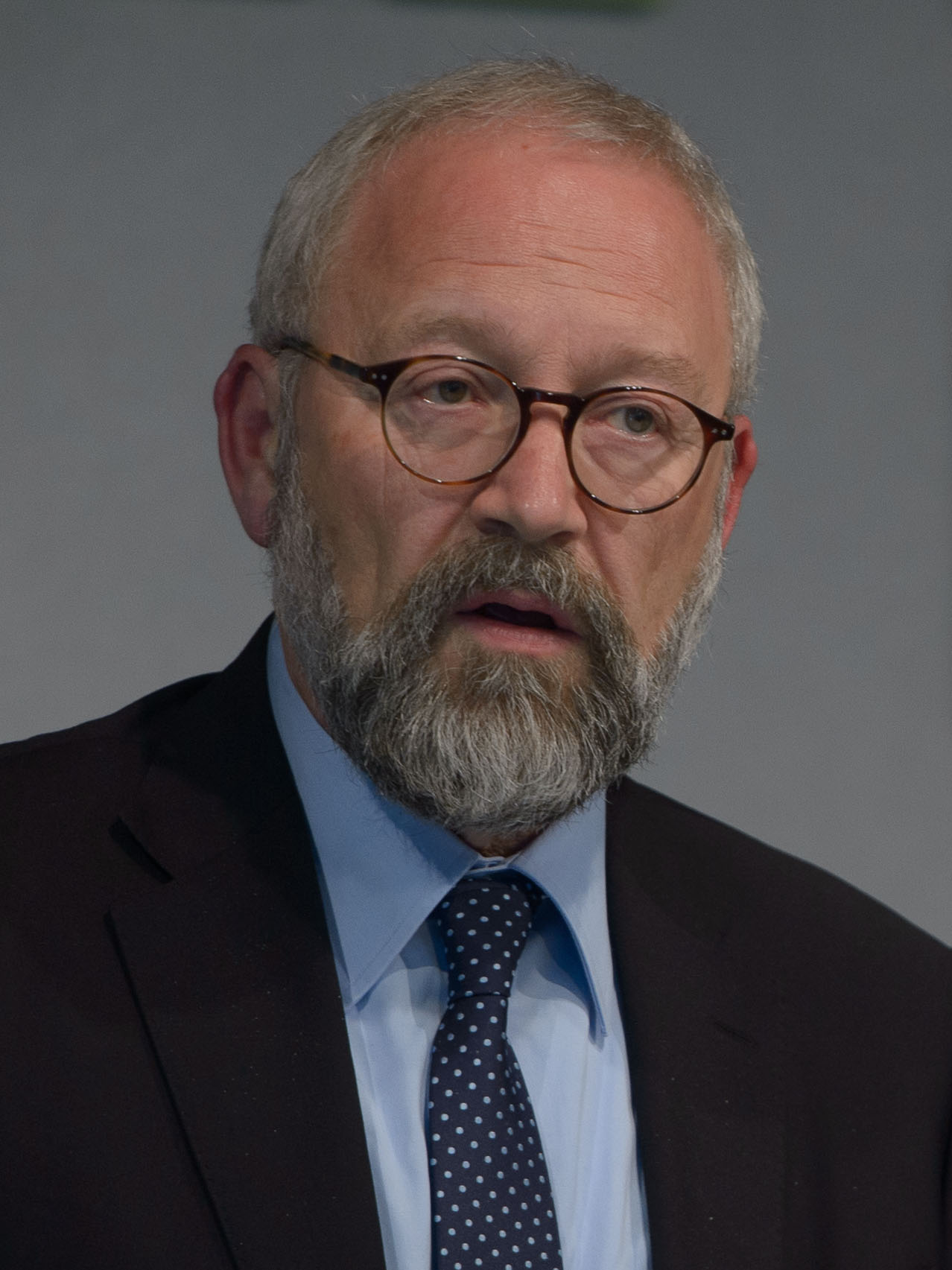
Herfried Münkler (2015)

Der Große Krieg: Die Welt 1914 bis 1918 ist eine Monografie des Politikwissenschaftlers Herfried Münkler, die sich mit dem Ersten Weltkrieg beschäftigt. Sie wurde erstmals am 6. Dezember 2013 von Rowohlt veröffentlicht. Im Januar 2014 war es auf Platz 1 der Sachbücher des Monats. Bis Anfang Mai 2014 wurden 50.000 Exemplare verkauft.

## Inhalt

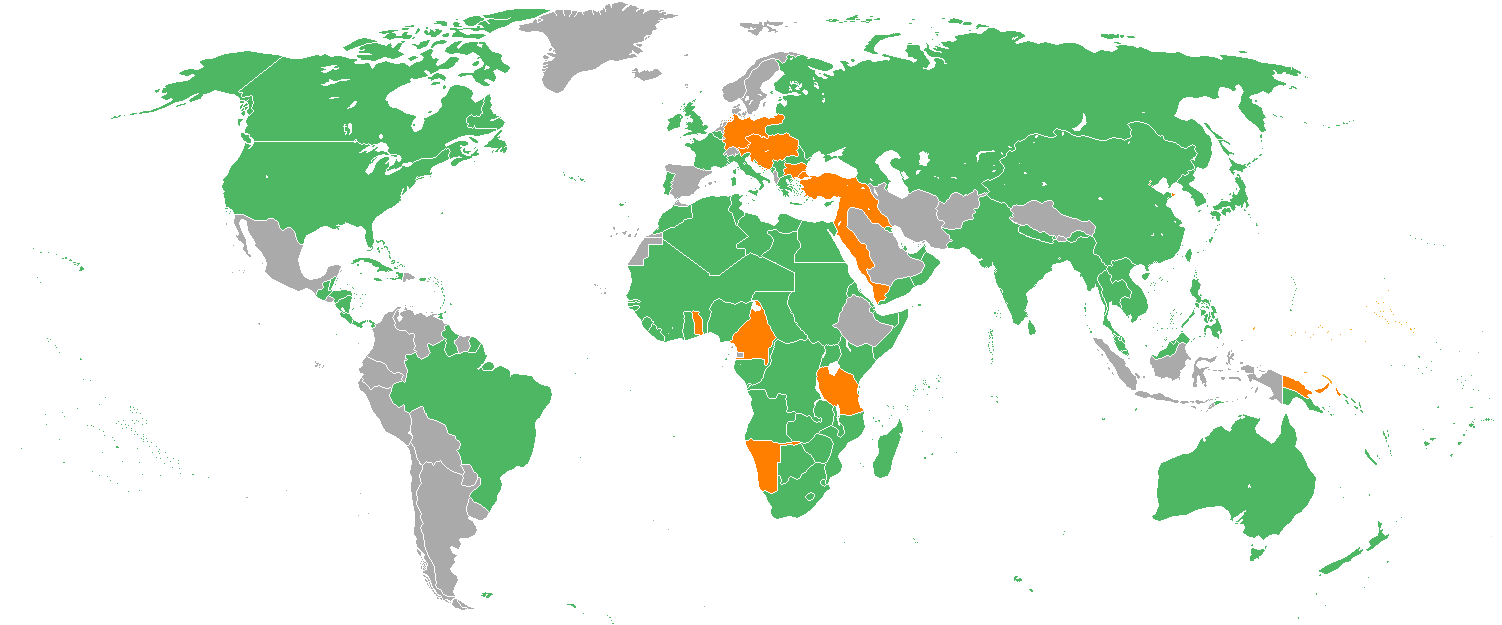
Erster Weltkrieg – beteiligte Staaten
Entente und Alliierte
Mittelmächte
Neutrale

Münkler wollte laut Vorwort ein umfassendes Werk über den Ersten Weltkrieg schreiben. Er beginnt mit der politischen Ausgangslage und beendet die Beschreibung mit dem Ende der Kampfhandlungen. Am Schluss des Buches versucht er noch Lehren aus den damaligen Geschehnissen zu ziehen und sie auf die politische Situation 2013 anzuwenden. Dabei vergleicht er die Lage der Volksrepublik China mit dem Deutschen Kaiserreich.

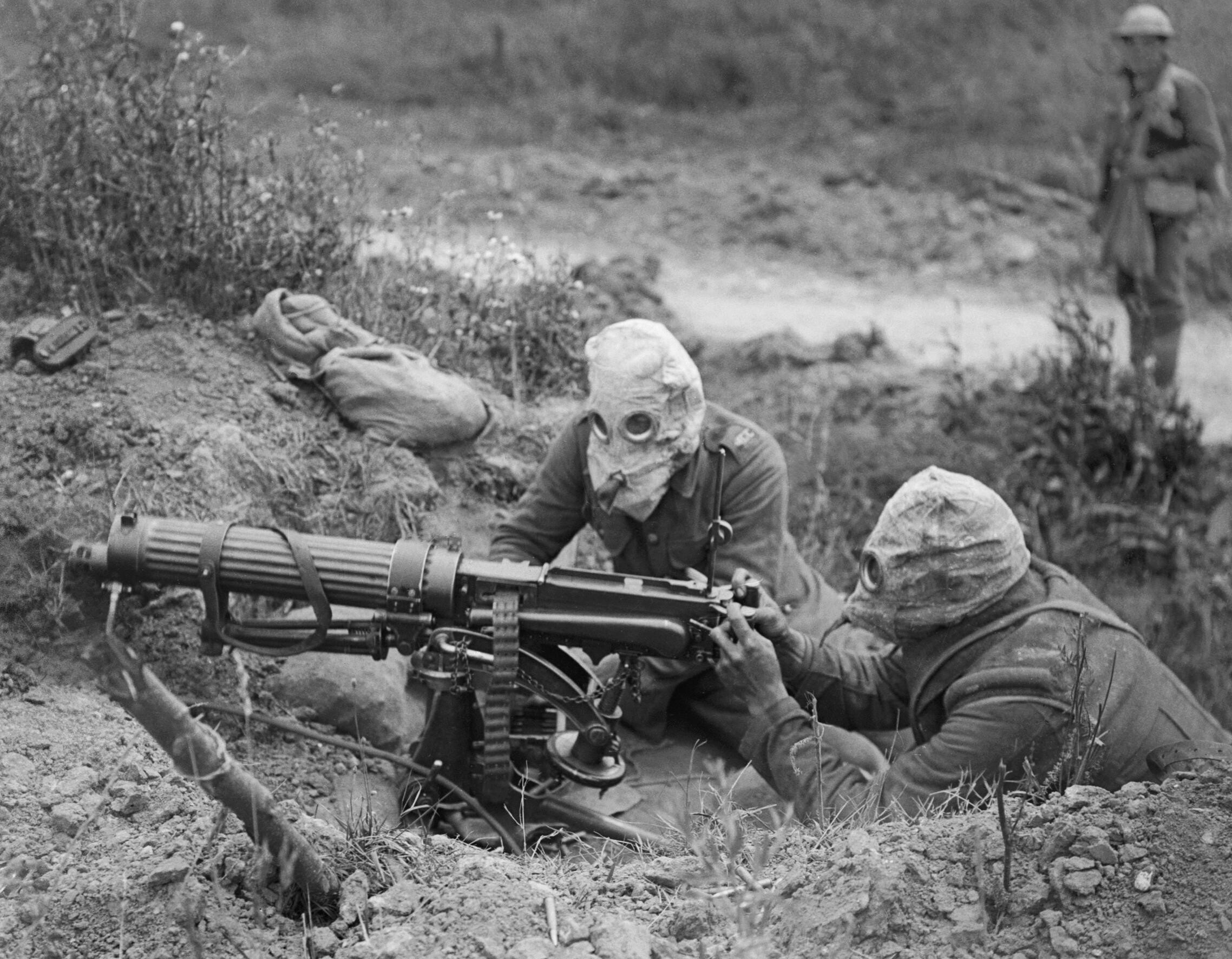
Während der Schlacht an der Somme bedienen zwei mit Gasmasken ausgestattete britische Soldaten ein Vickers-Maschinengewehr.

Er beschreibt die militärischen Strategien der Kriegsparteien, den Einsatz der neuen Waffen von Maschinengewehr über das U-Boot bis zum Giftgas. Außerdem beschäftigt er sich mit der sozialen Lage in den betroffenen Ländern. Besonders ausführlich beleuchtet er die Rolle der Intellektuellen in den Kriegsdiskussionen.
Der Erste Weltkrieg wird von Münkler als Werkstatt vieler Technologien, Strategien und Ideologien bezeichnet, deren Entwicklungen bis heute nachwirken. Darunter versteht er etwa die durchgeplante Kriegsführung, propagandistische Mobilmachung, übersteigerten Nationalismus und imperiales Machtstreben.
Die Schuld am Ausbruch des Krieges schreibt der Autor keiner bestimmten Kriegspartei, sondern dem komplexen Zusammenwirken von sich wechselseitig verstärkenden Faktoren zu. Das Attentat von Sarajevo war nur der entscheidende Auslöser. Die Alliierten fühlten sich vom  ökonomisch aufstrebenden Deutschland bedroht, weshalb sich das Vereinigte Königreich, Frankreich und Russland verbündeten. Das führte vor allem im Kaiserreich zu der Befürchtung, eingekreist zu werden. Münklers Ausführungen zufolge gab es keinen zwingenden Weg in den Krieg, sehr wohl aber Verantwortliche. So war Theobald von Bethmann Hollweg nicht in der Lage, den impulsiven Kaiser Wilhelm II. zu mäßigen. Verhängnisvoll war außerdem die Denkweise im deutschen Generalstab, der nicht politisch, sondern vor allem militärisch dachte. Seine Überlegungen zur Kriegsschuld ähneln denen von Christopher Clark, dessen in Deutschland etwa zeitgleich erschienenes Buch Die Schlafwandler die Verantwortung der Beteiligten im Vorfeld des Krieges einer Neubewertung unterzieht.
Gelegentlich benutzt Münkler kontrafaktische Geschichtsschreibung, um seinen Standpunkt darzustellen.

## Rezeption

### Rezeption durch Historiker
Christian Th. Müller lobt zwar die „flüssig geschriebene Darstellung des Ersten Weltkrieges“, hält aber das Vorhaben einer Gesamtdarstellung für unerfüllt, weil sich Münkler zu stark auf das Deutsche Reich fokussiere.
Nach Hans Rudolf Wahl wurde Der Große Krieg. Die Welt 1914 bis 1918 zu Unrecht als Gesamtdarstellung rezipiert. Vielmehr handle es sich hierbei um eine „politikwissenschaftliche Modellanalyse am historischen Beispiel des Ersten Weltkriegs“ Dies zeige sich im letzten Kapitel der Studie, darin der Krieg als eine „politische Herausforderung und nicht als historisches Phänomen“ definiert werde.
Der Historiker Rudolf Walther urteilt, dass Münkler „am Thema scheitert“. Er verfalle in „schlichten Zahlen-Hokuspokus in der Tradition ökonomistischer Kriegsarithmetiker“ und betreibe geopolitische Kaffeesatzleserei.
Alan Kramer verweist auf „eine klare Darstellung der militärischen Ereignisse, vor allem an der Westfront“, bemerkt jedoch ähnlich wie Müller eine Konzentration auf das Deutsche Reich, so kämen die Verbündeten Bulgarien und das Osmanische Reich kaum vor.

### Rezeption im Feuilleton
Das Buch wurde überwiegend sehr positiv besprochen.
Martin Hubert schreibt in seiner Rezension für den Deutschlandfunk, dass das Werk „mehr als nur historische Aufmerksamkeit verdient“. Es ist zwar „nicht immer flüssig“ geschrieben, aber doch verständlich formuliert.
Cord Aschenbrenner findet das Buch in seiner Besprechung für die Neue Zürcher Zeitung „bewundernswert“ und attestiert eine „gute Lesbarkeit“. Besonders lobt er den „zivilen Stil“ und den „nicht nachlassenden, bis ins kleinste kenntnisreichen Zugriff des Autors auf sein Sujet“. Zusammenfassend spricht er von einem „umfassenden Standardwerk“.

## Ausgaben
- Herfried Münkler: Der Große Krieg: Die Welt 1914 bis 1918. Rowohlt, Berlin 2013, ISBN 978-3871347207.
- Herfried Münkler: Der Große Krieg: Die Welt 1914 bis 1918. (Schriftenreihe der Bundeszentrale für politische Bildung, Band 1438). Bonn 2014.[10]